# Збройний конфлікт у Газні
Збройний конфлікт у Газні розпочався 10 серпня 2018 року, коли бійці Талібану почали атаку на місто Газні, Афганістан шосте по величині місто і одне з тих міст що мають важливе культурне та стратегічне значення для історії країни. У результаті атаки сотні загиблих серед яких: бойовики, солдати, поліцейські та цивільні, відбулось широкомасштабне пошкодження майна. Битва, що відбулася лише за декілька тижнів перед парламентськими виборами в Афганістані 2018 року, була найбільшою, оскільки триденне перемир'я в червні підняло надію на мирні переговори.
Битва була частиною більш масштабного скоординованого наступу талібів, в результаті якого загинули сотні афганських солдатів та поліції і дозволили Талібану захопити кілька урядових баз та районів.

## Передумови
Ситуація у сфері безпеки в місті Газні та провінції Газні швидко погіршилась протягом 2017 року та на початку 2018 року. Протягом кількох місяців, що передували битві, з'явилися численні повідомлення про збільшення активності талібів у місті та районах провінції Газні. Повідомлялося про класичну тактику повстанців, такі як напади на працівників органів місцевого самоврядування, примусове оподаткування місцевого населення та встановлення дорожніх блоків повстанцями. Протягом травня та червня 2018 р. Талібан перекрив Шосе № 1 (яке з'єднує Кабул і Кандагар, найбільші міста Афганістану), і таліби змусили користувачів дороги сплачувати податок з метою його використання. Згідно з іншими повідомленнями, до травня 2018 року «Талібан», як кажуть, «контролює дорожню мережу в місті … відкрито живе в одному районі, збирає податки, вбиває співробітників служб безпеки та державних службовців та застосовує свою жорстку марку ісламського права».

## Битва

### Порядок битви
Афганський уряд та Союзні сили
- Сухопутні війська Афганістану
  - 203-ій військовий корпус[6]
  - Коммандос[5][6]
- Афганська національна поліція
  - 303-я зона[6]
- США 101-ша повітрянодесантна дивізія (США) (частково)[6]